# Handball-Asienmeisterschaft der Frauen 2021
Die Handball-Asienmeisterschaft der Frauen 2021 wurde vom 15. bis 25. September 2021 in Jordanien ausgetragen. Veranstalter war die Asian Handball Federation (AHF). Es war die 18. Austragung der Asienmeisterschaft.

## Austragungsort
Die Asienmeisterschaft sollte ursprünglich vom 10. bis 22. Dezember 2020 in Südkorea ausgetragen werden. Wegen der COVID-19-Pandemie wurde der Wettbewerb durch die asiatische Handballföderation zeitlich (ins Jahr 2021) und räumlich (nach Jordanien) verlegt.

## Teilnehmer
Zwölf Nationen sollten ihr Team zur Asienmeisterschaft 2022 entsenden. Drei der qualifizierten Mannschaften wurden von ihren Verbänden kurzfristig zurückgezogen, zwei davon wurden von der asiatischen Handballföderation durch andere Mannschaften ersetzt. Letztlich starteten somit elf Nationalmannschaften.
Die fünf besten Teilnehmer waren für die Weltmeisterschaft 2021 qualifiziert. Ursprünglich sollten sich sechs Mannschaften qualifizieren, davon waren durch die IHF vier Pflichtplätze und zwei Leistungsplätze für die asiatischen Vertreter vorgesehen, abgestellt auf zwölf Teilnehmer an der Asienmeisterschaft. Da die Meisterschaft allerdings nur mit elf Teams ausgetragen wurde, standen gemäß dem IHF-Reglement nur fünf Qualifikationen zur Verfügung. Die IHF vergab am 23. September 2021 dennoch einen sechsten Qualifikationsplatz in Form einer Wildcard, die die chinesische Nationalmannschaft erhielt.

## Turnierverlauf

### Vorrunde

#### Gruppe A
Tabelle:
| Pl. | Land       | Sp. | S | U | N | Tore      | Diff. | Punkte |
| --- | ---------- | --- | - | - | - | --------- | ----- | ------ |
| 1.  | Südkorea   | 4   | 4 | 0 | 0 | 0164:580  | +106  | 08:00  |
| 2.  | Kasachstan | 4   | 3 | 0 | 1 | 0115:1150 | ±0    | 06:20  |
| 3.  | Hongkong   | 4   | 2 | 0 | 2 | 095:1140  | −19   | 04:40  |
| 4.  | Usbekistan | 4   | 1 | 0 | 3 | 0107:1220 | −15   | 02:60  |
| 5.  | Singapur   | 4   | 0 | 0 | 4 | 059:1310  | −72   | 00:80  |
| 6.  | Katar *    | 0   | 0 | 0 | 0 | 00:00     | ±0    | 00:00  |

* Die für Gruppe A gesetzte katarische Nationalmannschaft wurde vom nationalen Verband zurückgezogen.
Legende:
| direkt qualifiziert für das Halbfinale            |
| qualifiziert für die Spiele um die Plätze 5 bis 8 |
| Spiel um Platz 9                                  |
| nicht teilgenommen                                |
Spiele:
| Kasachstan | – | Singapur   | 33:18 (14:12) |
| Südkorea   | – | Usbekistan | 45:19 (22:08) |
| Kasachstan | – | Hongkong   | 31:29 (17:14) |
| Südkorea   | – | Singapur   | 39:09 (21:05) |
| Singapur   | – | Hongkong   | 16:26 (07:12) |
| Usbekistan | – | Kasachstan | 28:31 (16:14) |
| Singapur   | – | Usbekistan | 16:33 (10:17) |
| Südkorea   | – | Hongkong   | 40:10 (20:03) |
| Hongkong   | – | Usbekistan | 30:27 (16:15) |
| Kasachstan | – | Südkorea   | 20:40 (09:21) |

#### Gruppe B
Tabelle:
| Pl.                       | Land        | Sp. | S | U | N | Tore      | Diff. | Punkte |
| ------------------------- | ----------- | --- | - | - | - | --------- | ----- | ------ |
| 1.                        | Japan       | 5   | 5 | 0 | 0 | 0217:410  | +176  | 010:00 |
| 2.                        | Iran        | 5   | 4 | 0 | 1 | 0176:840  | +92   | 08:20  |
| 3.                        | Jordanien   | 5   | 3 | 0 | 2 | 0131:1130 | +18   | 06:40  |
| 4.                        | Syrien *    | 5   | 2 | 0 | 3 | 0129:1500 | −21   | 04:60  |
| 5.                        | Kuwait      | 5   | 1 | 0 | 4 | 083:1700  | −87   | 02:80  |
| 6.                        | Palästina * | 5   | 0 | 0 | 5 | 050:2280  | −178  | 00:100 |
| Stand: 20. September 2021 |             |     |   |   |   |           |       |        |

* Die indische Nationalmannschaft und die afghanische Nationalmannschaft wurden im August 2021 von ihren Verbänden von der Teilnahme an der Asienmeisterschaft abgemeldet. Stattdessen wurden von der asiatischen Handballkönföderation die palästinensische Nationalmannschaft und die syrische Nationalmannschaft nominiert.
Legende:
| direkt qualifiziert für das Halbfinale            |
| qualifiziert für die Spiele um die Plätze 5 bis 8 |
| Spiel um Platz 9                                  |
| Platz 11                                          |
Spiele:
| Japan     | – | Iran      | 23:20 (14:08) |
| Palästina | – | Jordanien | 07:45 (02:23) |
| Kuwait    | – | Syrien    | 28:32 (13:16) |
| Iran      | – | Kuwait    | 38:11 (21:05) |
| Jordanien | – | Syrien    | 28:24 (12:12) |
| Japan     | – | Palästina | 56:01 (29:00) |
| Iran      | – | Palästina | 52:09 (23:03) |
| Syrien    | – | Japan     | 07:42 (02:22) |
| Jordanien | – | Kuwait    | 28:11 (17:05) |
| Palästina | – | Syrien    | 13:47 (05:27) |
| Kuwait    | – | Japan     | 05:52 (02:26) |
| Iran      | – | Jordanien | 28:22 (15:12) |
| Syrien    | – | Iran      | 19:38 (10:20) |
| Jordanien | – | Japan     | 08:43 (04:23) |
| Kuwait    | – | Palästina | 28:20 (16:10) |

### Spiel um Platz 9
| Singapur | – | Kuwait | 24:15 (12:06) |

### Überkreuzspiele für Plätze 5 bis 8
| Usbekistan | – | Jordanien | 34:26 (15:11) |
| Syrien     | – | Hongkong  | 24:34 (10:19) |

### Überkreuzspiele für Plätze 1 bis 4
| Südkorea | – | Iran       | 46:21 (23:12) |
| Japan    | – | Kasachstan | 38:24 (18:16) |

### Spiel um Platz 7
| Jordanien | – | Syrien | 22:21 (06:13) |

### Spiel um Platz 5
| Usbekistan | – | Hongkong | 28:25 (11:11) |

### Spiel um Platz 3
| Iran | – | Kasachstan | 33:38 (15:20) |

### Spiel um Platz 1
| Südkorea | – | Japan | 33:24 (18:14) |

## Abschlussplatzierungen
| Platz | Mannschaft aus                       |
| ----- | ------------------------------------ |
| 01.   | Republik Korea                       |
| 02.   | Japan                                |
| 03.   | Republik Kasachstan                  |
| 04.   | Islamische Republik Iran             |
| 05.   | Republik Usbekistan                  |
| 06.   | Hongkong                             |
| 07.   | Haschemitisches Königreich Jordanien |
| 08.   | Syrische Arabische Republik          |
| 09.   | Singapur                             |
| 10.   | Kuwait                               |
| 11.   | Staat Palästina                      |

Legende:
|  | Platz 1 bis 5 qualifiziert zur Teilnahme an der Weltmeisterschaft 2021 |